# کلرید لوتتیم (III)
کلرید لوتتیم(III) (به انگلیسی: Lutetium(III) chloride) با فرمول شیمیایی LuCl۳ یک ترکیب شیمیایی با شناسه پاب‌کم ۲۴۹۱۹ است. که جرم مولی آن 281.325 g/mol می‌باشد. شکل ظاهری این ترکیب، بلورهای بی رنگ یادستگاه بلوری مونوکلینیک سفید است.